# Nurislam Sanajew
Nurislam Balentinowitsch Sanajew (russisch Нурислам Валентинович Санаев, Geburtsname russisch Артас Валентинович Санаа Artas Balentinowitsch Sanaa; * 9. Februar 1991 in Tschadan, Republik Tuwa, Russland) ist ein kasachischer Ringer. Sanajew nahm im Freistilringen in der Gewichtsklasse bis 57 kg an den Olympischen Sommerspielen 2016 und 2020 teil und gewann dabei eine Bronzemedaille.

## Karriere
Sanajew wurde 1991 als Artas Sanaa in der autonomen Republik Tuwa im Süden Sibiriens geboren. Nachdem er im Juniorenbereich unter russischer Flagge gekämpft hatte, nahm Sanajew 2014 die kasachische Staatsbürgerschaft an. Im Vorfeld der Olympischen Spiele konvertierte er zum Islam und nahm seinen heutigen Namen an. In einem Interview mit kasachischen Medien begründete Sanajew diesen Schritt dadurch, dass er künftig als Kasache angesehen werden wolle und nicht als Söldner, der lediglich für Kasachstan startet.
Unter kasachischer Flagge gelangen Sanajew erste Erfolge bei internationalen Wettkämpfen. Bei den Ringer-Weltmeisterschaften 2014 in Taschkent kämpfte Sanajew in der Gewichtsklasse bis 61 kg und belegte dabei den 5. Rang. Bei den Weltmeisterschaften 2015 trat Sanajew eine Gewichtsklasse tiefer im Bantamgewicht bis 57 kg an und belegte nach einer Niederlage im Kampf um Bronze erneut Rang 5.
Bei den Olympischen Sommerspielen 2016 war Sanajew Teil der kasachischen Mannschaft und trat im Freistilringen bis 57 kg an. Die olympischen Wettkämpfe beendete Sanajew nach Niederlagen gegen den späteren Olympiasieger Wladimer Chintschegaschwili in der ersten Runde sowie gegen den späteren Olympiadritten Hacı Əliyev in der Hoffnungsrunde sieglos.
Den Höhepunkt der Saison 2017 bildete für Sanajew die Asienmeisterschaft in Neu-Delhi, bei der der Kasache Rang 3 belegte und damit seine erste Medaille bei einer bedeutenden internationalen Meisterschaft gewann. Die Ringer-Weltmeisterschaften 2017 im August desselben Jahres beendete Sanajew auf Rang 12, nachdem er im Viertelfinale gegen den Nordkoreaner Jong ausgeschieden war.
Im Februar 2018 nahm Sanajew an der Asienmeisterschaft in der kirgisischen Hauptstadt Bischkek teil. Im Vergleich zum Gewinn der Bronzemedaille bei der vorangegangenen Kontinentalmeisterschaft startete der Kasache eine Gewichtsklasse höher in der Klasse bis 61 kg.  Durch Siege über Konkurrenten aus der Mongolei, Kirgisistan und dem Iran qualifizierte sich Sanajew für das Finale, das er durch einen Punktsieg über den Japaner Kazuya Koyanagi für sich entschied und sich somit zum Asienmeister krönte. Im selben Jahr gelang Sanajew bei der Weltmeisterschaft in Budapest der Gewinn der Silbermedaille, nachdem er sich im Finale dem Russen Saur Riswanowitsch Ugujew geschlagen geben musste.
Bei den Ringer-Weltmeisterschaften 2019 in der kasachischen Hauptstadt Nur-Sultan zog Sanajew zum wiederholten Mal in das Halbfinale ein, unterlag dort allerdings dem Türken Suleyman Atli nach Punkten. Im anschließenden Kampf um Bronze setzte sich der Kasache gegen den Serben Stevan Micic durch und gewann damit seine zweite Medaille bei Ringer-Weltmeisterschaften.
Zur Vorbereitung auf die Olympischen Sommerspiele 2020 nahm Sanajew im Frühjahr 2021 an mehreren Wettkämpfen teil und gewann dabei die Matteo Pellicone Ranking Series 2021 in Lido di Ostia. Die olympischen Wettkämpfe im Bantamgewicht bis 57 kg begannen am 4. August 2021. Nach einem deutlichen Punktsieg im Achtelfinale gewann Sanajew sein Viertelfinale gegen den Japaner Yuki Takahashi bei Punktgleichheit lediglich aufgrund der letzten erzielten Wertung und zog auf diese Weise in das Halbfinale ein. Dieses verlor er gegen den Inder Ravi Kumar, nachdem dieser einen Schultersieg erzielt hatte. Der Kampf gegen Kumar sorgte für Kontroversen, da Sanajew während des Kampfes in den Oberarm seines Gegners gebissen hatte. Der Vorfall wurde von der Jury untersucht, die jedoch von einem unabsichtlichen Regelverstoß ausging und keine Strafe gegen Sanajew verhängte. Infolgedessen konnte Sanajew seinen Kampf um Bronze gegen den Bulgaren Georgi Wangelow aufnehmen. Durch einen 5:1-Sieg nach Punkten setzte sich Sanajew im kleinen Finale durch und gewann dadurch die olympische Bronzemedaille.